# Chōchin
Chōchin (jap. 提灯) sind traditionelle japanische Lampions. Ihr Grundgerüst bildet eine Spirale aus Bambus, die es ermöglicht, die Chōchin klein zusammenzufalten. Bespannt wird die Chōchin entweder mit Japanpapier (washi) oder mit einer PVC-Folie. Für die Beleuchtung sorgten ursprünglich Öllampen und Kerzen, heute werden allerdings fast ausschließlich elektrische Glühlampen verwendet. Zum Einsatz kommen Chōchin bei Festen (matsuri), Umzügen, in Shintō-Schreinen und buddhistischen Tempeln, als Dekoration vorm oder im Haus, als Souvenirs und vor Restaurants, Imbissständen und Kneipen (Izakaya).

## Geschichte
Erstmals schriftlich erwähnt wurden Chōchin im Chōya-gunzai (朝野群載) im Jahre 1085. Eine Zeichnung gab es 1536 davon. Die Schriftzeichen bedeuten einzeln gelesen 提 ‚in der Hand tragen‘ oder ‚von der Hand baumeln lassen‘ und 灯 ‚Lampe‘, was nahelegt, dass die ersten Chōchin nicht an Gebäuden fixiert waren, sondern wie eine Laterne getragen wurden und den Weg beleuchteten. Ab der Edo-Zeit (1603–1868) wurden die Lampions bei Festen und religiösen Zeremonien eingesetzt. Durch die Verwendung von gewöhnlichen Kerzen (anstatt der teuren Öllampen) konnten sie nun auch einfache Bürger zur Beleuchtung ihrer Häuser verwenden. Heute werden für den Outdoor-Bereich anstatt des Papiers Kunststofffolien und als Leuchtmittel Glühbirnen verwendet.

## Galerie

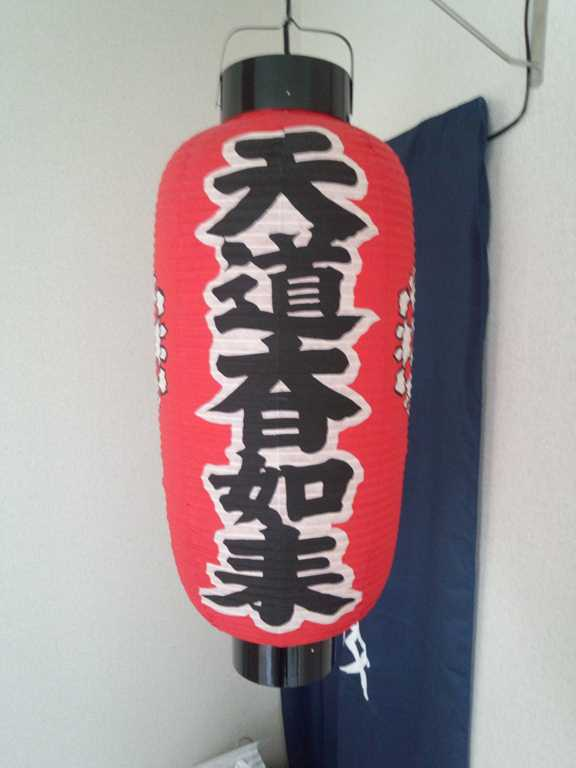
Rote Chōchin mit Japanpapier bespannt
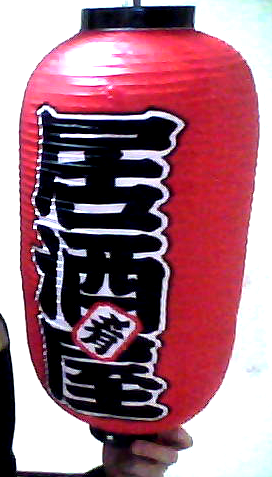
Rote Chōchin mit PVC-Folie bespannt eines Izakaya
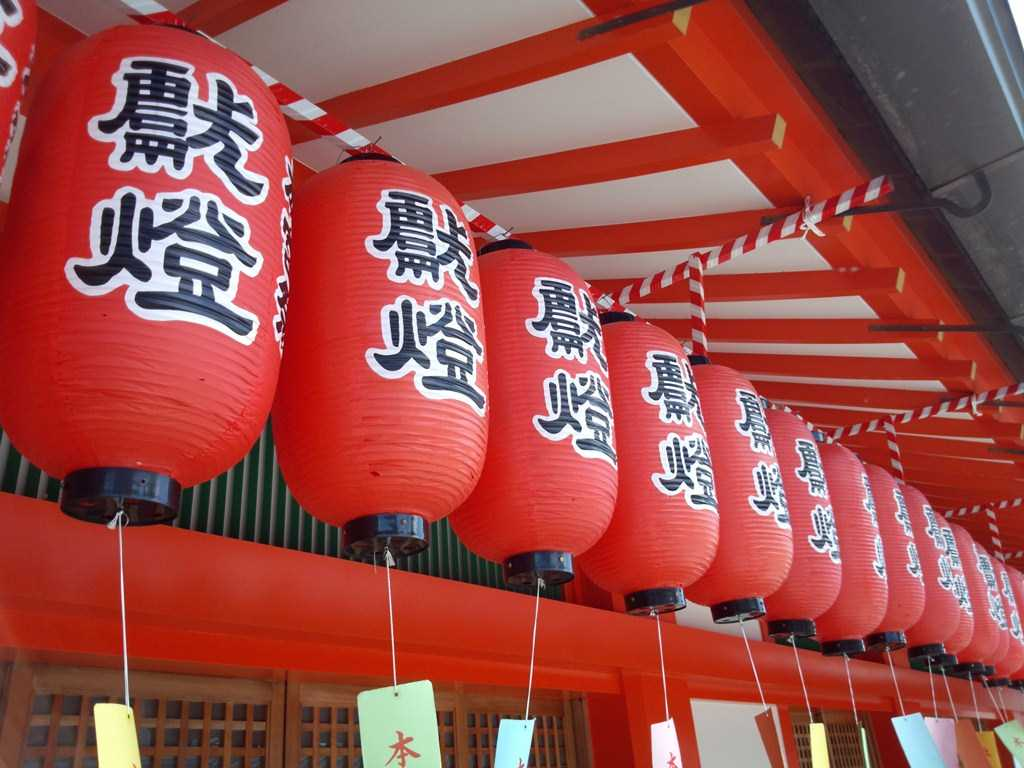
Rote Chōchin im Fushimi Inari-Taisha, Kyoto
Weiße Chōchin im Goryō-Schrein, Kyoto
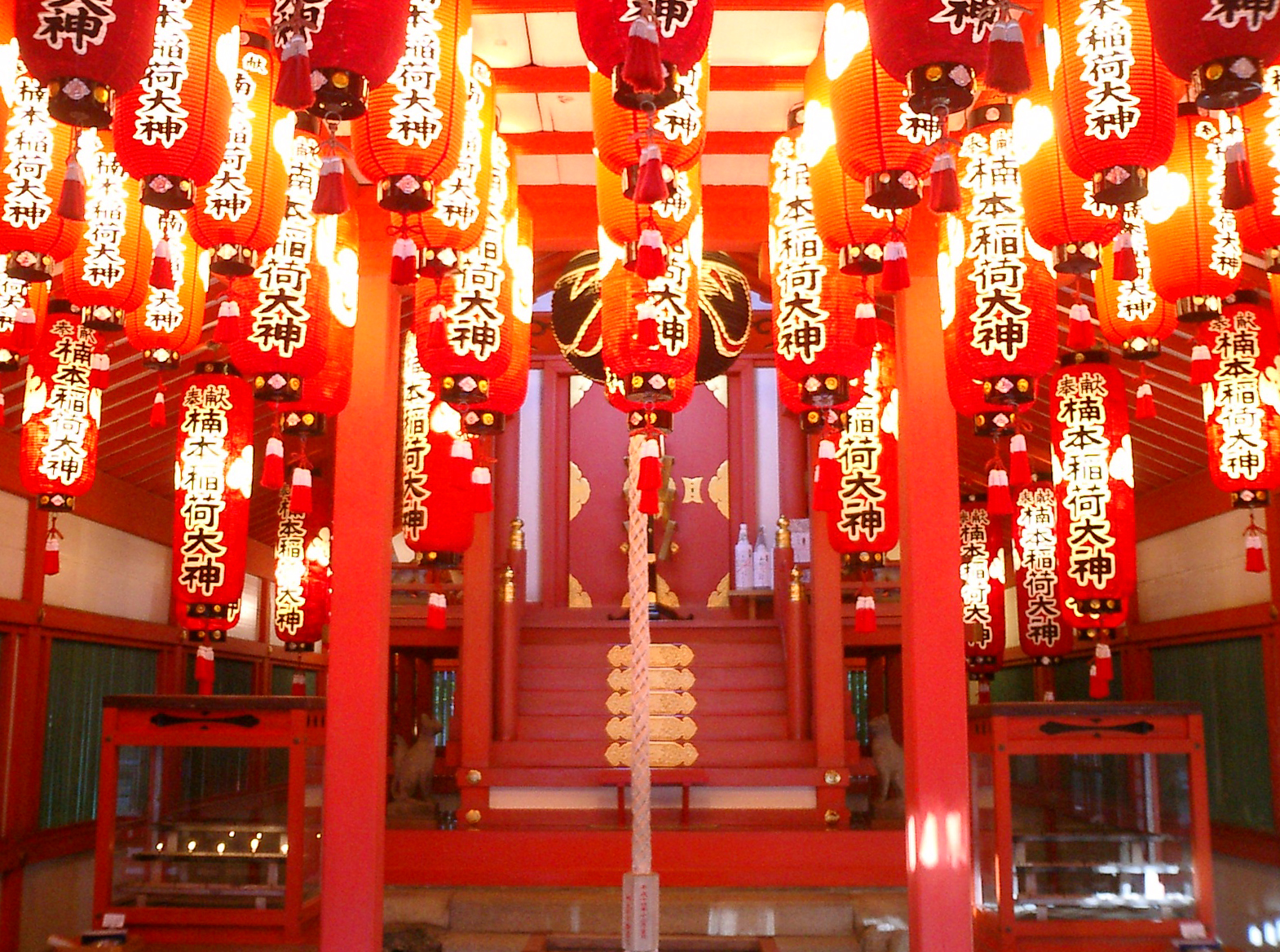
Chōchin in einem Inari-Schrein
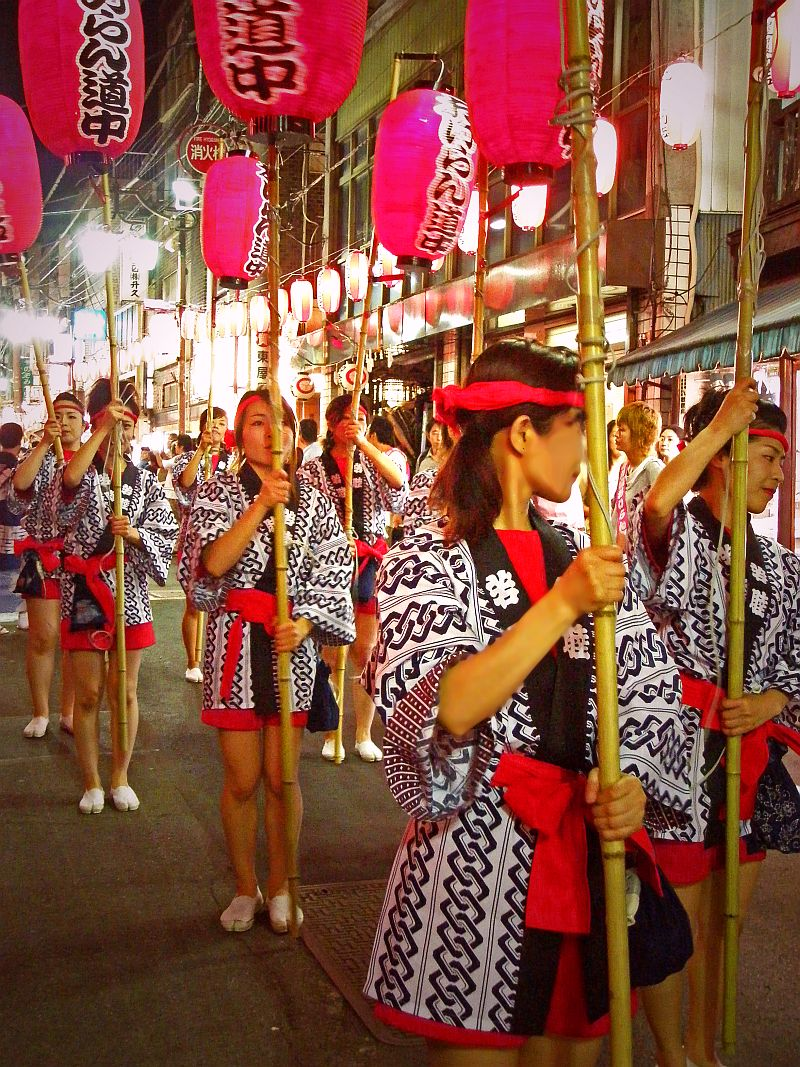
Lampions bei einem Festumzug (Shinagawa-Schrein)
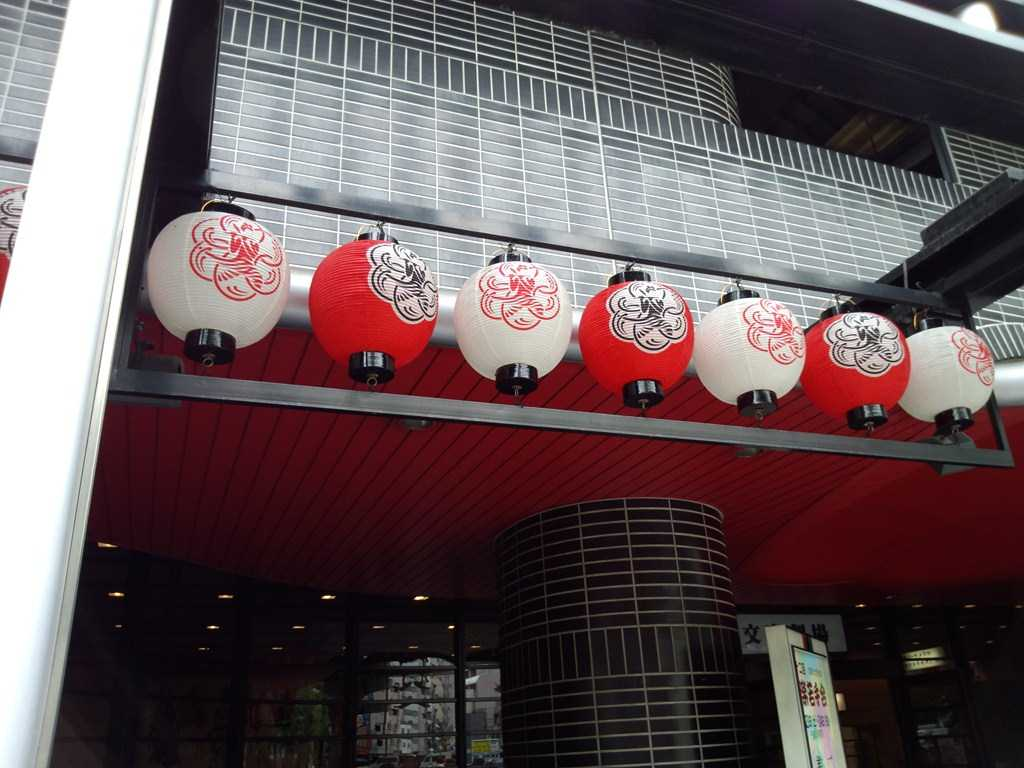
Chōchin über dem Eingang des kokuritsu bunraku gekijō, Osaka
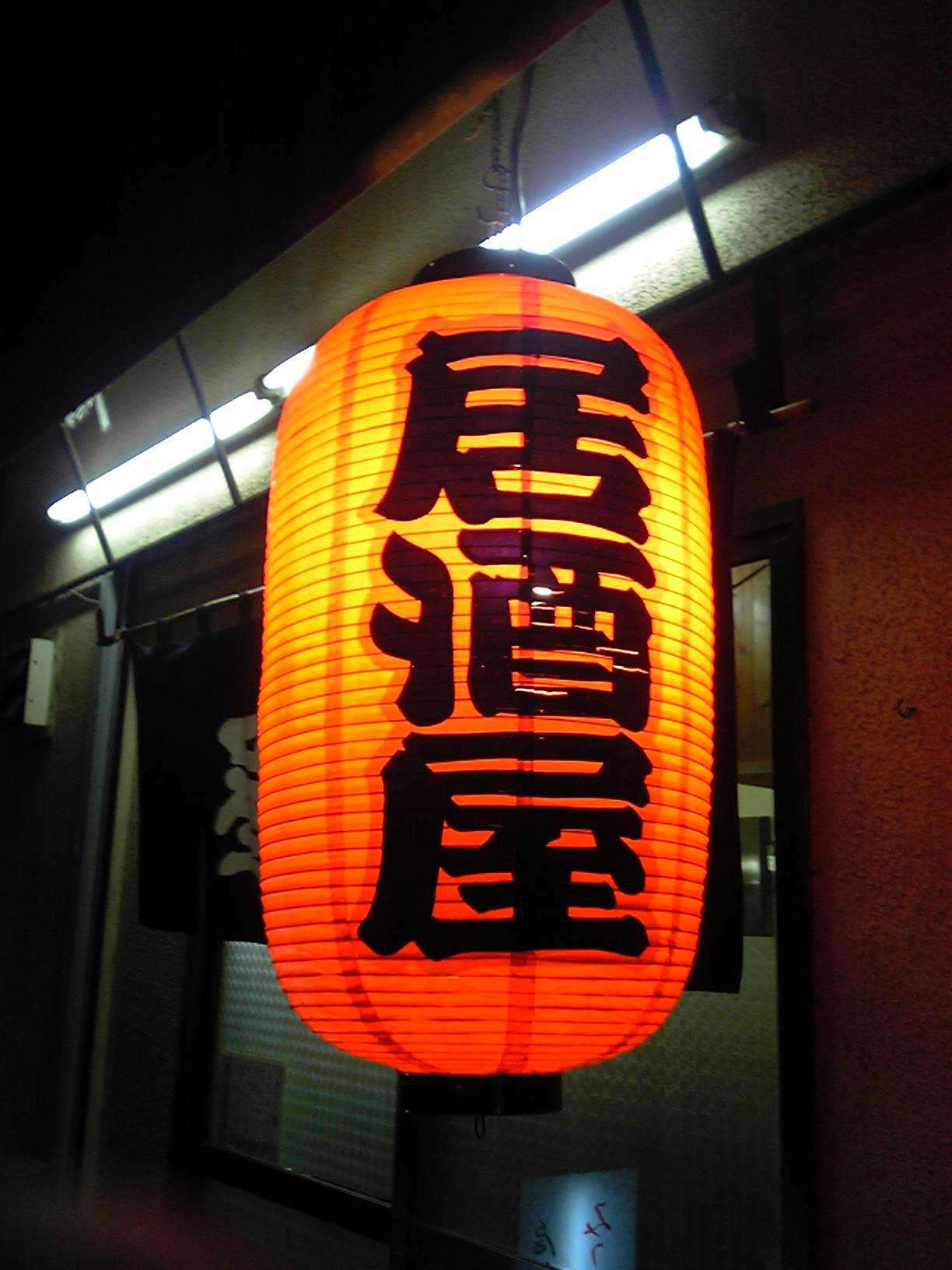
Rote Chōchin vor einem Izakaya
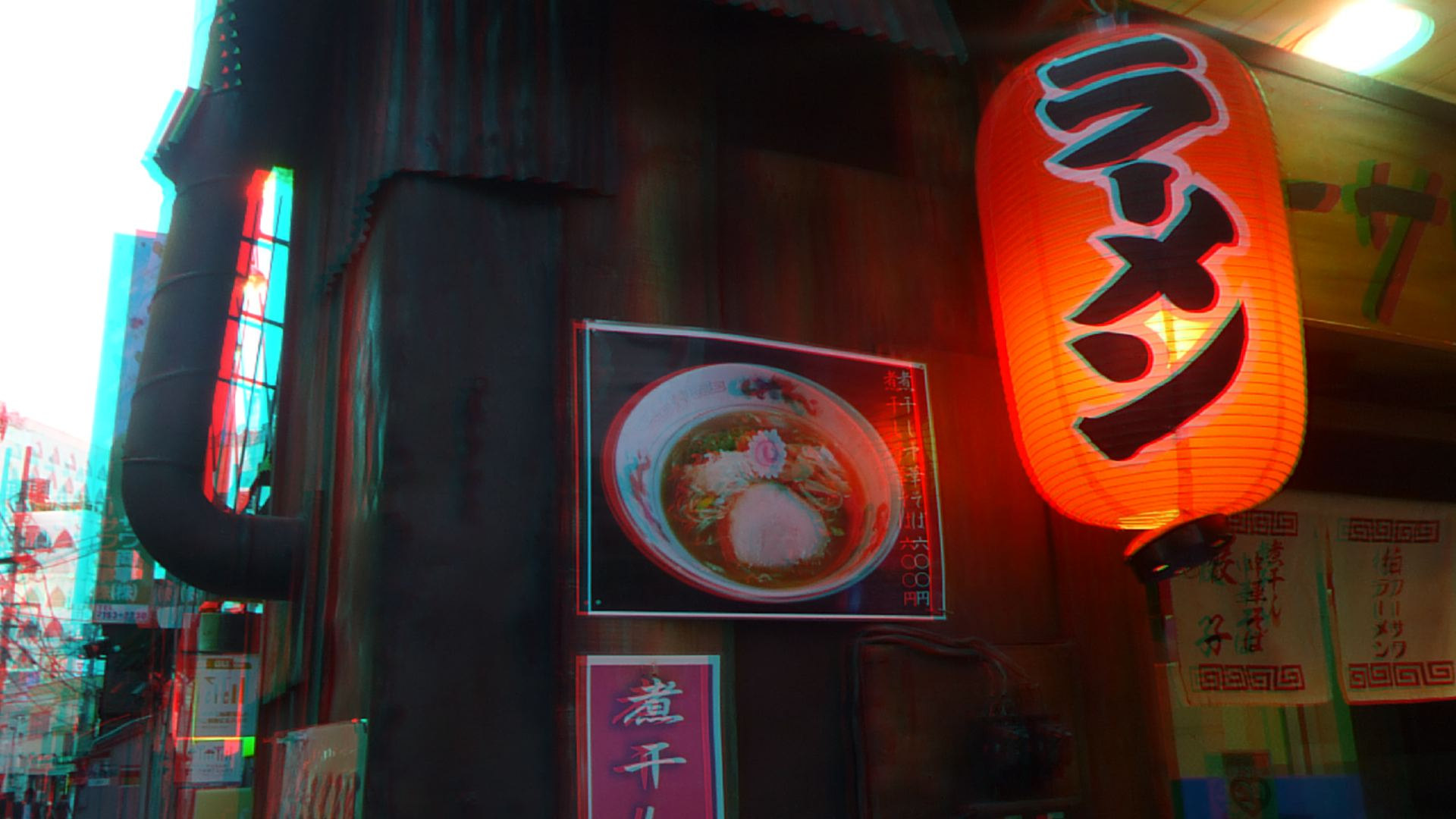
Chōchin vor einem Ramen-Laden (Nudel-Schnellimbiss)
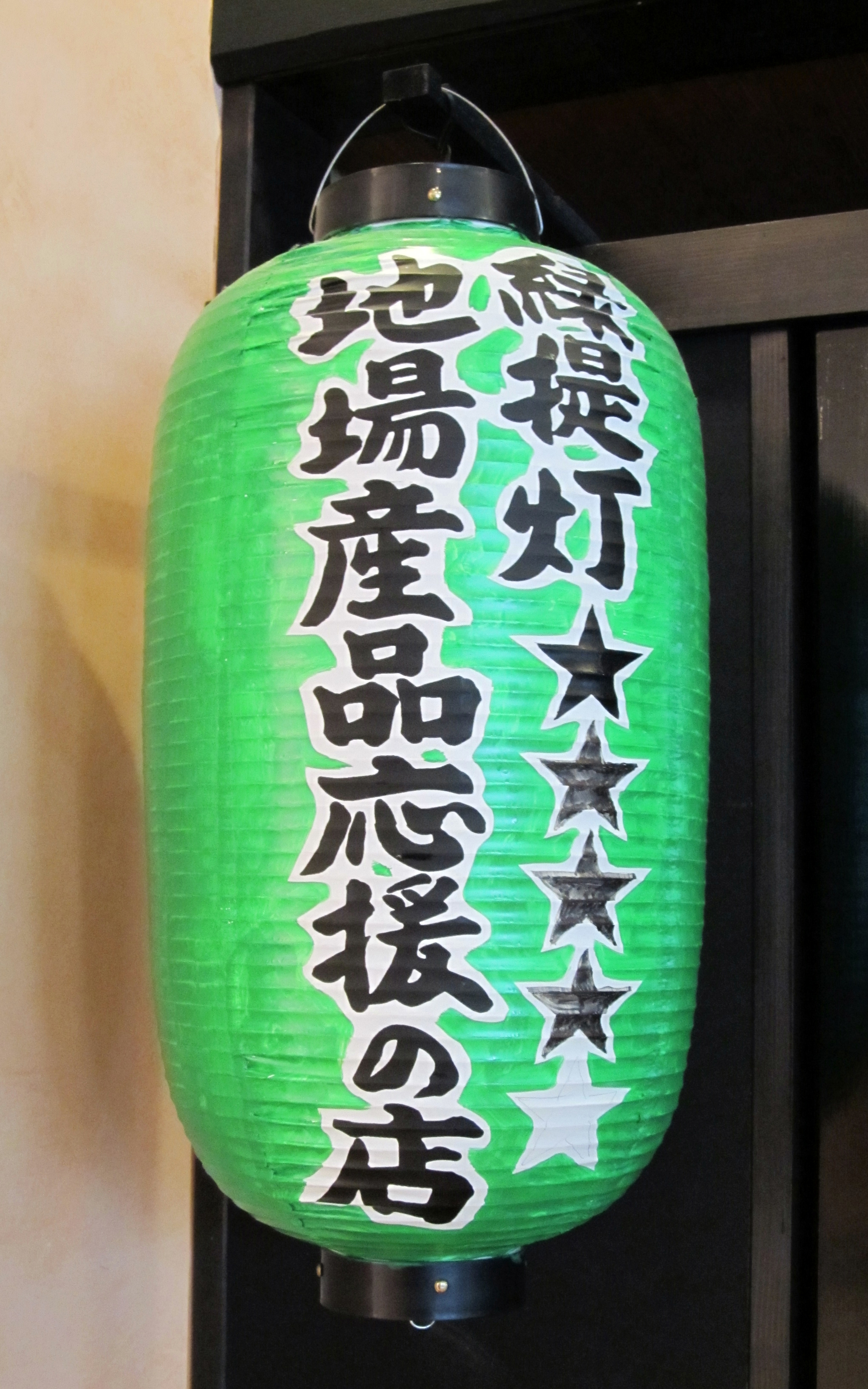
Grüne Chōchin
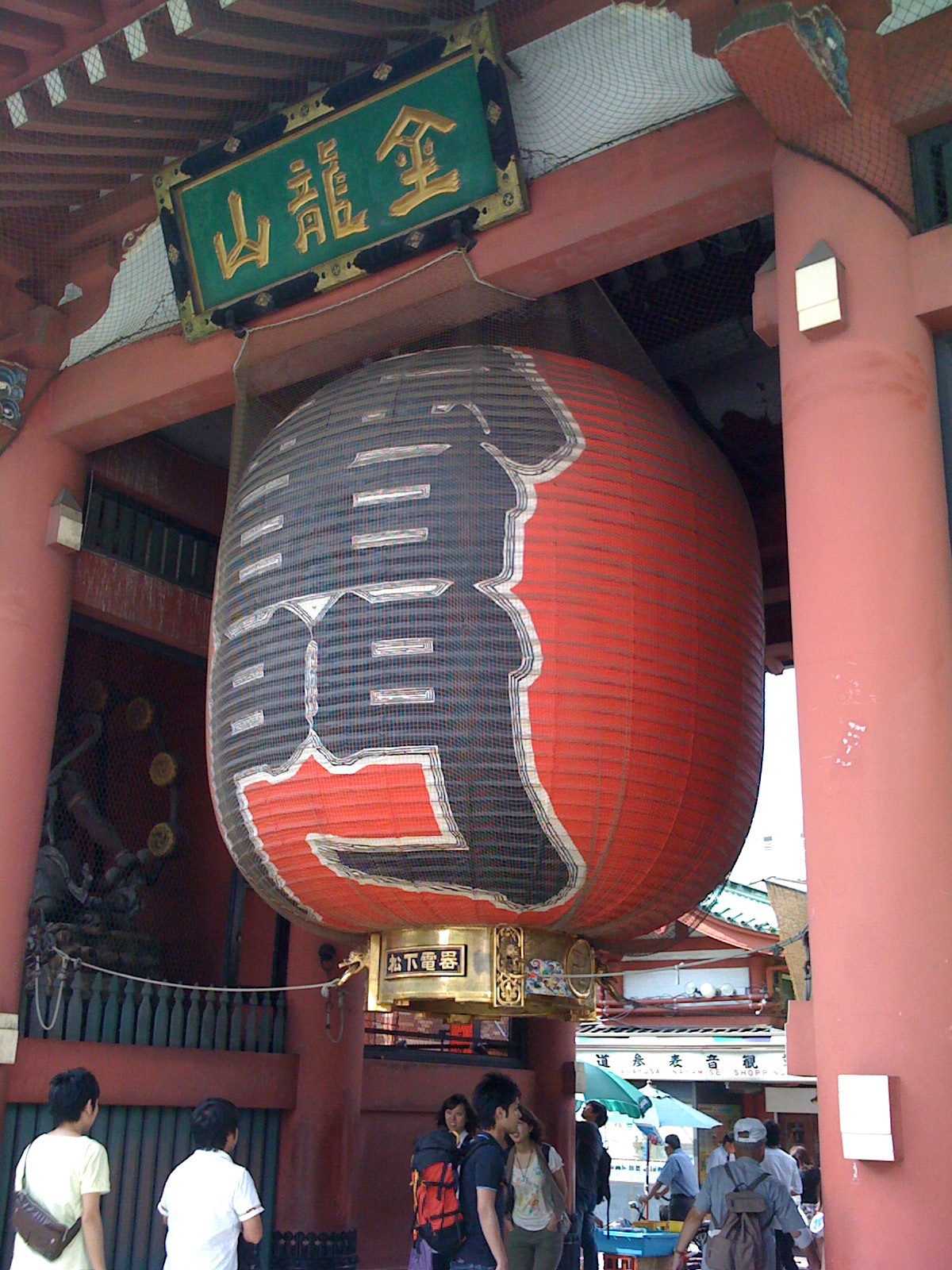
Große Chōchin am Tempeltor des Sensō-ji in Asakusa, Tokyo
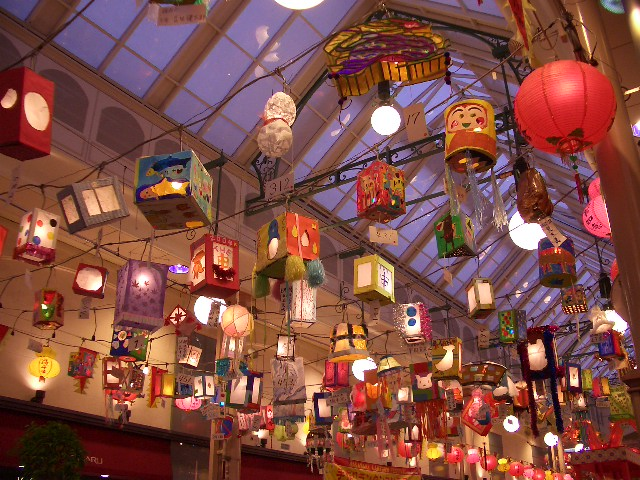
Handgemachte Lampions beim Nagasaki Lantern Festival
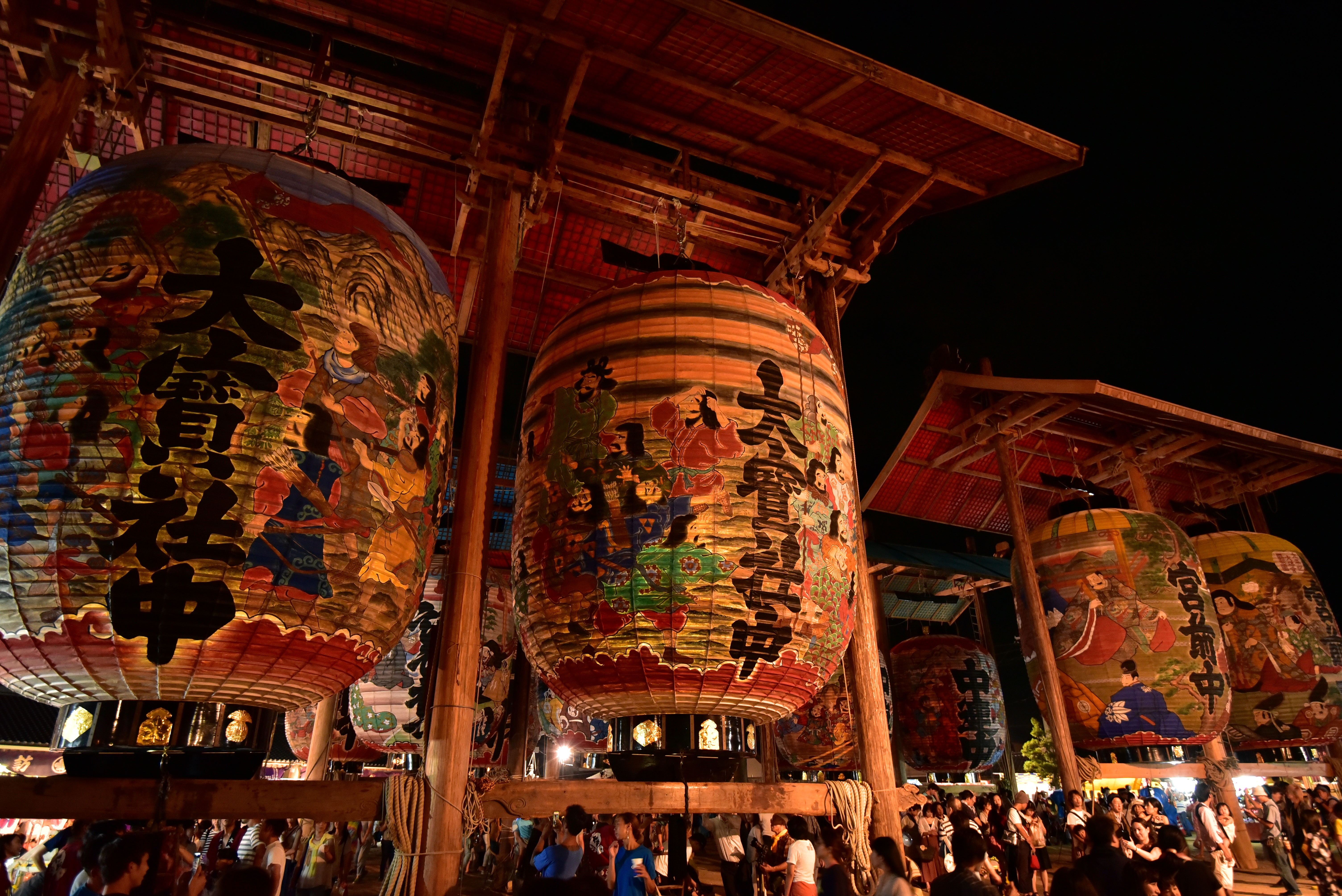
Isshiki Lantern Festival(Nishio, Präfektur Aichi)